# Sonda náutica

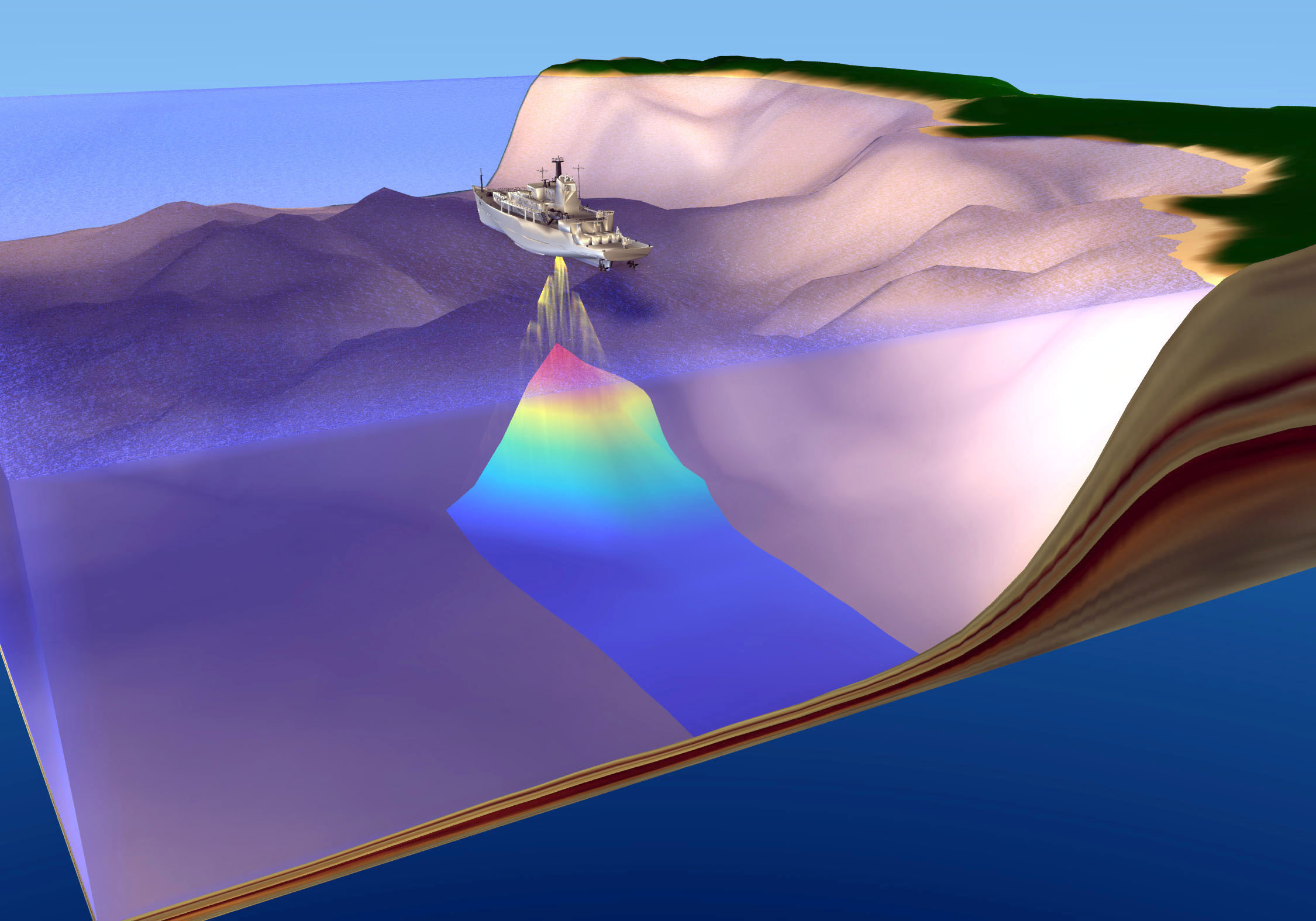
Ecosonda, esquema de funcionamiento.

Una sonda náutica es un instrumento para determinar la distancia vertical entre el fondo del lecho marino y una parte determinada del casco de una embarcación.
De acuerdo al punto de referencia en el que se efectúa la medición, habrá que efectuar la reducción para elevar esa medida al plano de la superficie de flotación, determinando así la profundidad. Esto permite medir las profundidades del mar.
Las sondas pueden ser de diferentes tipos:
- De brazo: se las emplea en zonas de poca profundidad y cuando la velocidad de avance es muy pequeña. Constan de un cordel graduado llamado sondaleza cuya longitud no excede las 10 brazas (18 m aproximadamente), en cuyo extremo lleva un peso de plomo llamado escandallo con el extremo inferior socavado para que con auxilio de cebo o grasa se puedan extraer muestras para evaluar la calidad del fondo (arena, barro, grava).
- Sondas Thompson: son sondas mecánicas empleadas para medir la profundidad en función de la presión que ejerce la columna de agua sobre el aire contenido en un tubo calibrado con un extremo cerrado que se sumerge solidario a un peso adecuado. Estos tubos de vidrio calibrado están recubiertos en su interior de una película de cromato de plata o bien son esmerilados de forma que al contacto con el agua cambien su tonalidad y permitan efectuar una lectura.
- Ecosondas: son dispositivos instalados en el casco, el equipo en la consola de la embarcación y el sensor encargado de mandar las ondas debajo de la línea de flotación, que constan de un emisor de señales ultrasónicas y un receptor. Midiendo el tiempo entre emisión y recepción, dado que la velocidad de propagación del sonido en el agua es un valor conocido, se puede determinar el camino recorrido por la onda y por tanto la distancia al punto de reflexión. De este modo estos dispositivos electrónicos son capaces de determinar la profundidad y el perfil del fondo marino.

## Ecosondas

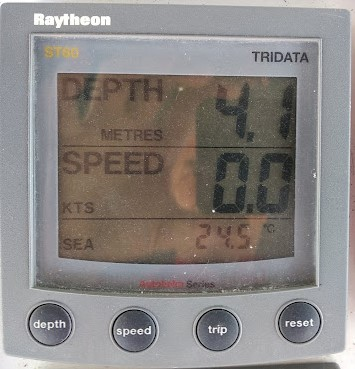
Pantalla del equipo para mostrar la profundidad.

La velocidad del sonido en el agua varía de acuerdo a densidad, temperatura y presión, pero se adopta un valor medio en condiciones normales y sobre la base de él se determina la profundidad.
La longitud de onda empleada en estos dispositivos se encuentra en la frontera entre las sónicas y ultrasónicas, dirigiéndose en un haz de aproximadamente 20°, de forma de garantizar un rebote en el fondo casi en la vertical del buque. La forma de visualizar la medición varía con las características de cada equipo, siendo los más difundidos los gráficos y los digitales.
Las mediciones de estos tipos de sonda pueden verse afectadas por:
1. Ecos múltiples, fruto de sucesivos reflejos en el fondo y en el casco. Este fenómeno se da mucho más en aguas poco profundas. Se disminuye reduciendo la sensibilidad del equipo.
2. Grandes cardúmenes que pueden llegar a anular el reflejo en el fondo. Este hecho da lugar a equipos de principios similares para ayuda a las embarcaciones pesqueras para la detección de peces.
3. Grandes concentraciones de material en suspensión o cambios bruscos de salinidad o temperatura que desvían el haz emitido.

Las ecosondas, dado que están instaladas en la parte inferior del casco, dan la distancia vertical bajo la quilla y no la profundidad total.